# Tompire
Tompire es una localidad de Trinidad y Tobago, que forma parte de la región de Sangre Grande.

## Geografía
La localidad abarca parte de la isla Trinidad y limita al norte con Anglais Settlement, al sur con Mahoe, al este con Cumana y al oeste con L'Anse Noir.

## Demografía
Datos demográficos de la localidad de Tompire:
| Gráfica de evolución demográfica de Tompire entre 2000 y 2011 |
|                                                               |